# Gongylanthus limbatus
Gongylanthus limbatus là một loài rêu tản trong họ Arnelliaceae. Loài này được (Herzog) Grolle & Váňa miêu tả khoa học lần đầu tiên năm 1974.